# Bovenrijgsterpolder
De Bovenrijgsterpolder is een voormalig waterschap in de provincie Groningen. Voor de officiële oprichting werd de polder de Jan Nanningspolder genoemd, naar Jan Nannings die in 1799 de molen bouwde, waarna twee ingelanden zich bij hem aansloten.
De zuidelijke hoek van polder lag pal ten oosten van Thesingertil, de brug in de G.N. Schutterlaan over het Thesingermaar. De noordwestelijke grens had een trapvormig verloop, waardoor de polder in het zuiden 600 m breed was, in het midden 400 en in het noorden 300. Het zuidelijke gedeelte van de grens sloot aan op de Thesingerpolder. Noordelijker lag tussen het waterschap en de Thesingerpolder een langgwerpig stuk land dat bij het waterschap Kloostermolenpolder hoorde. De noordgrens lag bij de Boersterwaterlozing, de oostgrens liep in een rechte lijn naar het Thesingermaar. De molen van het schap stond 400 m oostelijk van de Thesingertil.
Waterstaatkundig gezien ligt het gebied sinds 1995 binnen dat van het waterschap Noorderzijlvest.

## Naam
De polder was genoemd naar de streek Bovenrijge.